# Jodi Magness

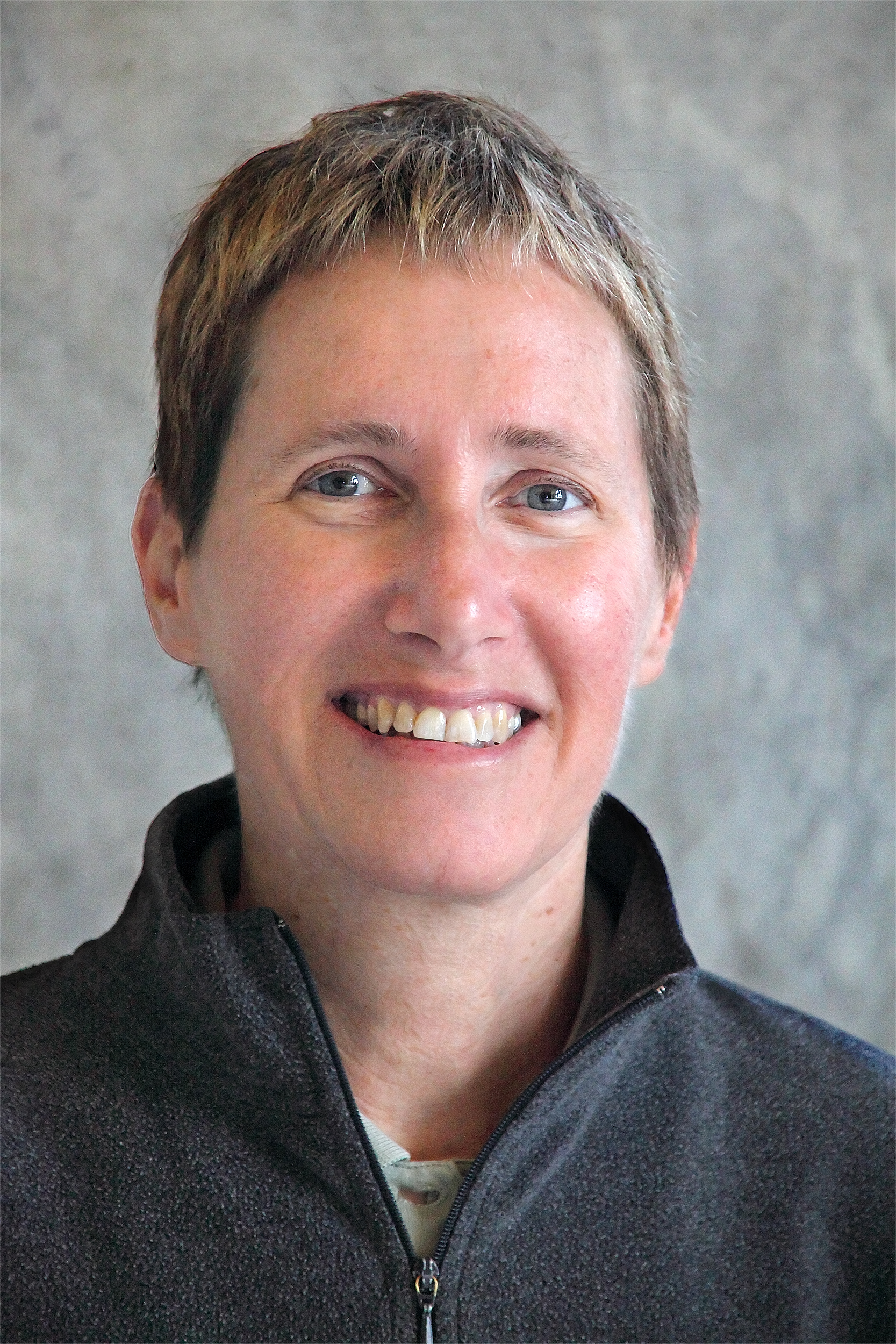
Jodi Magness

Jodi Magness (Filadelfia, 19 settembre 1956) è un'archeologa, biblista e orientalista statunitense.

## Studi e carriera
Jodi Magness ha conseguito nel 1977 il Bachelor of Arts in archeologia e storia all’Università Ebraica di Gerusalemme e nel 1989 il Ph.D in archeologia classica all’Università della Pennsylvania. 
Dal 1990 al 1992 è stata assegnista di ricerca in archeologia siro-palestinese all’Università Brown. Dal 1992 al 2002 ha insegnato all’Università Tufts. Nel 2002 si è trasferita all’Università della Carolina del Nord a Chapel Hill, dove è stata nominata Kenan Distinguished Professor per l’insegnamento di giudaismo antico.
La Magness è considerata una docente molto popolare e il suo stile d’insegnamento, con il racconto di aneddoti, tiene viva l’attenzione degli studenti.
Nel corso della sua carriera, ha partecipato a 20 diverse campagne di scavo in Grecia e in Israele  ed è stata condirettrice per gli scavi: nel 1995 a Masada, dal 1997 al 1999 a Khirbet Yattir, dal 2003 al 2007 a Yotvada. Dal 2011 ha diretto gli scavi a Huqoq in Galilea.
Jodi Magness ha pubblicato numerosi articoli su riviste specializzate e diversi volumi. Due suoi libri sono stati premiati nel 2003 e nel 2006. Ha tenuto inoltre numerose conferenze e seminari negli Stati Uniti, nel Regno Unito, in Canada, Germania, Grecia, Israele e altre nazioni. 
Dal 1989 la Magness è stata ospite in numerosi programmi televisivi realizzati da National Geographical Channel, History, Smithsonian Channel e BBC. 
Dal 2017 Jody Magness è presidente dell’Archaeological Institute of America.

## Libri
- Jerusalem Ceramic Chronology circa 200-800 C.E., Sheffield Academic, 1993
- Debating Qumran: Collected Essays on its Archeology, Scholar Press, Atlanta, 1998
- The Archeology of Qumran and the Dead Sea Scroll, Eerdmans, 2002 (vincitore del premio della Biblical Archeology Society nel 2003)
- The Archeology of the Early Islamic Settlement in Palestine, Eisenbrauns, 2003 (vincitore del premio Irene Levi-sala Book nel 2006)
- Stone and Dung, Oil and Spit: Jewish Daily Life in the Time of Jesus, Eerdmans, 2011
- The Archeology of the Holy Land from the Destruction of Solomon’s Temple to the Muslim Conquest, Cambridge University, New York, 2012